# Mykhaïlo Bondarenko
Mykhaïlo Bondarenko (en ukrainien : Михайло Ілліч Бондаренко Mykhaïlo Illitch Bondarenko), né le 8 septembre 1903 à Elizavetgrad dans l'Empire russe (aujourd'hui Kropyvnytskyï en Ukraine) et mort exécuté le 10 février 1938 à Moscou en RSFS de Russie, était un homme d'État ukrainien, chef du gouvernement ukrainien en 1937 à la suite de la mort de Panas Lioubtchenko.

## Biographie
Né d'une famille paysanne, il devient le chef du gouvernement ukrainien le 30 août 1937 à la suite du suicide de son prédécesseur Panas Lioubtchenko, lors d'une pause de conférence. Le 13 octobre suivant, Bondarenko est arrêté au cours d'un voyage officiel à Moscou et accusé d'appartenance à une organisation terroriste et de sabotage anti-soviétique et trotskiste, impliquée dans l'industrie pétrolière de l'URSS. Le 8 février 1938, il est condamné à mort par le collège militaire de la Cour suprême de l'URSS, et il est exécuté le 10 février.
Bondarenko est réhabilité par le collège militaire de la Cour suprême le 14 avril 1956.